# Holmes & Watson. Madrid Days
Holmes & Watson. Madrid Days es una película policiaca española de 2012 dirigida por José Luis Garci. Está protagonizada por Gary Piquer en el papel de Sherlock Holmes, José Luis García Pérez en el de John H. Watson y Leticia Dolera en el de Mary Morstan. El guion lo escribió el propio Garci, quien se califica como fan del detective. La película pertenece al género del cine negro al que el director le había hecho un alegato en El crack.
El rodaje se llevó a cabo en Alcalá de Henares, en El Retiro, el barrio de los Austrias y el Barrio de las Letras de Madrid.

## Producción y rodaje
En el año 1998 de paseo con Eduardo Torres-Dulce en la calle Génova de Madrid, a José Luis Garci se le ocurre qué choque supondría a Sherlock Holmes ir a España con  gente como Pío Baroja o Benito Pérez Galdós y se le ocurre como «Macguffin» que Jack el Destripador fuese a España a cometer una serie de crímenes. Garci hizo pública su intención de rodar la película en abril de 2011, cuando afirmó que Jack el Destripador podría ser un embajador español en Londres y afirmaba la posibilidad de rodar con actores españoles e ingleses. Gil Parrondo se encargaría de la dirección artística, además estuvo repasando bocetos para realizar la casa de Holmes.
Garci se interesó en Gary Piquer tras verlo en Mal día para pescar, el 4 de agosto de 2011 José Luis García Pérez anunció que Garci le había ofrecido el papel de Watson, según director fue tras verlo en Guante blanco, de esa serie escogió otro actor, Carlos Hipólito Leticia Dolera lo consiguió en vista de la indisponibilidad de Lucía Jiménez para interpretar a Mary Morstan, Dolera quería trabajar con Garci e intentó ponerse en contacto con él pues no hacía casting.
El rodaje iba a empezar el 24 de octubre de 2011. Por su parte Piquer explicó que este se llevaría a cabo en El Retiro y el barrio de las Letras, a pesar de que Garci hubiese dicho que tenía también intención de rodar en el Casino de Madrid y parte en la capital británica. El 26 de septiembre de 2011 Manuela Velasco anunció que participaría en la película. El 21 de octubre de 2011 el propio director afirmó que el rodaje se había pospuesto a la madrugada del 6 al 7 de noviembre. Alberto Ruiz Gallardón pidió a Garci interpretar a su tío abuelo Isaac Albéniz cuando le pidió poder rodar en Madrid, algo que el director aceptó.

## Reparto
| Actor/Actriz           | Personaje                           |
| ---------------------- | ----------------------------------- |
| Gary Piquer            | Sherlock Holmes                     |
| José Luis García Pérez | John H. Watson                      |
| Leticia Dolera         | Mary Morstan                        |
| Manuela Velasco        | Elena                               |
| Enrique Villén         | Enrique Valcárcel                   |
| Manuel Tejada          | Marqués de Simancas                 |
| Macarena Gómez         | Berna                               |
| Víctor Clavijo         | José Alcántara                      |
| Inocencio Arias        | Ministro de fomento                 |
| Alberto Ruiz Gallardón | Isaac Albéniz                       |
| Candela Arroyo         | Milagros, cabaretera                |
| Juan Antonio Muñoz     | Don Fernando, maestro de ceremonias |
| Jorge Roelas           | Doctor Luis Delgado                 |
| Belén López            | Irene Adler                         |
| Andrea Tenuta          | Ángela                              |
| Juan Calot             | Abberline                           |
| Mapi Sagaseta          | Duquesa de Lima                     |
| Luis José Ventin       | Wilson                              |
| Juan Jesús Valverde    | Doctor Arriaga                      |
| José Manuel Serrano    | Sir Alfred Lean                     |
| Víctor Anciones        | Álvaro Antúnez                      |
| Ramón Lillo            | Juez Carmona                        |
| Carlos Hipólito        | Benito Pérez Galdós                 |
| Fele Pastor            | Portero Bagatelle                   |
| Carlos Iglesias        | Revisor de tren                     |
| José Corbacho          | Policía                             |
| Pablo Alvera           | Mozo                                |
| Daniel Poza Arahuetes  | Guitarrista flamenco                |
| Eva García-Vacas       |                                     |

## Argumento
Holmes y Watson viajan a Madrid siguiendo la pista al asesino Jack el Destripador.

## Promoción
El tráiler fue publicado el 18 de julio de 2012, éste no fue bien recibido por el público, siendo uno de los temas más comentados en Twitter. En vista de la recepción del tráiler, la distribuidora dos semanas después publicó uno nuevo.